# Kim Hughes
Kim Hughes (ur. 4 czerwca 1952 we Freeport) – amerykański koszykarz, występujący na pozycji środkowego, po zakończeniu kariery zawodniczej trener koszykarski.
Grał w ligach American Basketball Association (ABA) i National Basketball Association (NBA) w klubach New York/News Jersey Nets, Denver Nuggets i Milwaukee Bucks w latach 1975–1981. 4 lipca 2015, Kim został zwolniony z posady asystenta trenera Portland Trail Blazers. Tym samym zakończył on swoje działania w NBA.

## Kariera koszykarska
Hughes w college’u grał w drużynie koszykarskiej dla University of Wisconsin w latach 1971–1974, uzyskując średnią na poziomie 15 punktów i 11 zbiórek. Kim został wybrany przez Buffalo Braves w trzeciej rundzie 1974 NBA Draft z numerem 45. Sezon 1975/1976 spędził w klubie New York Nets w American Basketball Association. Tam, jego średnia wynosiła 8 punktów i 9 zbiórek. Został również wybrany do I składu debiutantów ABA. W roku 1976 Nets, posiadając w swoim składzie takie gwiazdy jak Julius Erving czy Brian Taylor sięgnęli po mistrzostwo ligi ABA. Kolejne dwa sezony, Hughes spędził również w Nowym Jorku, po czym trafił do NBA.
W lipcu 1978, Hughes podpisał kontrakt z Denver Nuggets. Tam grał dwa pełne sezony. W sezonie 1980/1981 trafił do klubu z Ohio, Cleveland Cavaliers. W roku 1981, Hughes ogłosił zakończenie swojej kariery jako koszykarz w NBA. Jednak do roku 1989 grał w klubach koszykarskich we Włoszech.

## Kariera trenerska
Hughes pracował jako skaut i asystent trenera w klubach NBA Denver Nuggets, Milwaukee Bucks, Los Angeles Clippers i Portland Trail Blazers w latach 1993–2015.
4 lutego 2010, Hughes zastąpił Mike Dunleavy’ego Sr. na stanowisku głównego trenera klubu Los Angeles Clippers. 15 kwietnia został jednak zwolniony ze swojego stanowiska. 17 sierpnia 2012 Kim został mianowany asystentem trenera Portland Trail Blazers. 4 lipca 2015 do wiadomości publicznej została podana informacja o zwolnieniu Hughesa przez klub.

## Choroba
W 2004, u Hughesa stwierdzono raka prostaty. Jednakże klub LA Clippers oraz jego ówczesny właściciel Donald Sterling odmówili pokrycia kosztów operacji. Niektórzy z graczy „nożyc”, w tym Corey Maggette, Chris Kaman, Marko Jarić czy Elton Brand postanowili pomóc asystentowi trenera poprzez pomoc finansową w leczeniu. Okazało się jednak, że nowotwór był bardziej zaawansowany niż dotychczas przypuszczano. Szacowany koszt operacji Hughesa wynosił około 70 tysięcy dolarów.

## Statystyki w ABA oraz NBA[6]
- Zdobyte punkty: 1624 (średnio 3,8 na mecz)
- Zdobyte zbiórki: 2367 (średnio 5,6 na mecz)
- Zdobyte bloki: 502 (średnio 1,2 na mecz)